# Šota
Šota je kopičenje delno razpadle vegetacije ali organske snovi. Edinstvena je za naravna območja, imenovana šotišče, barje, mokrišče. Mah Sphagnum, imenovan tudi šotni mah, je ena najpogostejših sestavin šote, čeprav lahko prispevajo številne druge rastline. Biološke značilnosti šotnega maha delujejo tako, da ustvarjajo habitat, ki pomaga pri nastajanju šote, pojav, ki ga imenujemo 'manipulacija habitata'. Tla, sestavljena predvsem iz šote, so znana kot histosoli oziroma šotna prst. Šota nastaja v mokriščih, kjer poplave ali stoječa voda ovirajo pretok kisika iz ozračja, kar upočasnjuje razgradnjo. Lastnosti šote, kot sta vsebnost organske snovi in nasičena hidravlična prevodnost, lahko kažejo visoko prostorsko heterogenost.
Šotišča, zlasti barja, so glavni vir šote; čeprav manj pogosta, druga mokrišča, vključno nizko barje, pokosin in šotni močvirnimi gozdovi, prav tako odlagajo šoto. Pokrajine, pokrite s šoto, so dom določenim vrstam rastlin, vključno s šotnim mahom, grmičevjem ericaceae (vresovke in šašem (Cyperaceae). Ker se organske snovi kopičijo skozi tisoče let, nahajališča šote zagotavljajo zapise o pretekli vegetaciji in podnebju z ohranjanjem rastlinskih ostankov, kot je npr. cvetni prah. To omogoča rekonstrukcijo preteklih okolij in proučevanje sprememb rabe tal.
Šoto uporabljajo vrtnarji in za hortikulturo v nekaterih delih sveta, vendar je ponekod to prepovedano. Po prostornini je na svetu približno 4 trilijone kubičnih metrov šote. Sčasoma je nastajanje šote pogosto prvi korak v geološkem nastajanju fosilnih goriv, kot je premog, zlasti nizko kakovostni premog, kot je lignit. Ekosistem šotišč pokriva 3,7 milijona kvadratnih kilometrov in je najučinkovitejši ponor ogljika na planetu, ker rastline šotišč zajemajo ogljikov dioksid (CO2), ki se naravno sprošča iz šote, in ohranja ravnotežje. V naravnih šotiščih je »letna stopnja proizvodnje biomase večja od stopnje razgradnje«, vendar potrebuje »tisoč let, da se na šotiščih razvijejo usedline od 1,5 do 2,3 m, kar je povprečna globina borealnih [severnih] šotišč«, ki shranjujejo približno 415 gigaton (Gt) ogljika (približno 46-kratnik svetovnih emisij CO2 leta 2019). Na svetovni ravni šota shrani do 550 Gt ogljika, kar je 42 % vsega ogljika v tleh, kar presega ogljik, shranjen v vseh drugih vrstah vegetacije, vključno s svetovnimi gozdovi, čeprav pokriva le 3 % površine zemlje.
Šota ni obnovljiv vir energije, ker njena stopnja pridobivanja v industrializiranih državah močno presega njeno počasno stopnjo ponovne rasti 1 mm na leto in ker poročajo tudi, da ponovna rast šote poteka le v 30–40 % šotišč. Stoletja sežiganja in izsuševanja šote s strani človeka so v ozračje sprostila znatno količino CO2 in potrebna je velika obnova šotišč, da bi omejili podnebne spremembe.

## Nastanek
Šota nastane, ko rastlinski material ne razpade popolnoma v kislih in anaerobnih pogojih. Sestavljen je predvsem iz močvirne vegetacije: predvsem barjanskih rastlin, vključno z mahovi, šaši in grmičevjem. Ko se kopiči, šota zadržuje vodo. To počasi ustvarja bolj vlažne pogoje, ki omogočajo širjenje območja mokrišč. Značilnosti šotišča lahko vključujejo ribnike, grebene in visoka barja. Značilnosti nekaterih barjanskih rastlin aktivno spodbujajo nastanek barja. Na primer, šotni mahovi aktivno izločajo tanine, ki ohranjajo organski material. Šotni mah ima tudi posebne celice, ki zadržujejo vodo, znane kot hialinske celice, ki lahko sproščajo vodo in tako zagotovijo, da je močvirje stalno mokro, kar pomaga spodbujati proizvodnjo šote.
Večina sodobnih šotnih barij je nastala pred 12.000 leti v visokih zemljepisnih širinah, potem ko so se ledeniki umaknili ob koncu zadnje ledene dobe. Šota se običajno kopiči počasi s hitrostjo približno milimetra na leto. Ocenjena vsebnost ogljika je 415 gigaton (severna šotišča), 50 Gt (tropska šotišča) in 15 Gt (Južna Amerika).

## Vrste šotnega materiala
Šota je bodisi vlaknasta, hemična ali saprična. Vlaknene šote so najmanj razkrojene in so sestavljene iz nedotaknjenih vlaken. Hemične šote so delno razkrojene, najbolj pa saprične.
Šota Phragmites je sestavljena iz navadnega trsa, Phragmites australis in drugih trav. Je gostejša od mnogih drugih vrst šote.
Inženirji lahko zemljo opišejo kot šoto, ki ima relativno visok odstotek organskega materiala. Ta tla so problematična, ker imajo slabe lastnosti utrjevanja – ni jih mogoče enostavno stisniti, da bi služila kot stabilna podlaga za podporo bremenom, kot so ceste ali stavbe.